# Поліхти
Поліхти (пол. Polichty) — село в Польщі, у гміні Ґромник Тарновського повіту Малопольського воєводства.
Населення — 294 особи (2011).
У 1975-1998 роках село належало до Тарновського воєводства.

## Демографія
Демографічна структура станом на 31 березня 2011 року:
|          | Загалом | Допрацездатний вік | Працездатний вік | Постпрацездатний вік |
| -------- | ------- | ------------------ | ---------------- | -------------------- |
| Чоловіки | 144     | 41                 | 87               | 16                   |
| Жінки    | 150     | 47                 | 71               | 32                   |
| Разом    | 294     | 88                 | 158              | 48                   |